# Airscript
AirScript es un dispositivo de mano qué proporciona a los espectadores de teatro, subtítulos en una variedad de lenguas. 
El dispositivo se lanzó en noviembre de 2009 en el musical Hairspray en el  Teatro Shaftesbury de Londres. 
Las primeras lenguas disponibles fueron: inglés, chino, francés, alemán, italiano, español y ruso.